# Frontera Comalapa
 (mai 2009).
Si vous disposez d'ouvrages ou d'articles de référence ou si vous connaissez des sites web de qualité traitant du thème abordé ici, merci de compléter l'article en donnant les références utiles à sa vérifiabilité et en les liant à la section « Notes et références ».
Frontera Comalapa est une localité située dans l'État mexicain du Chiapas. Elle est bordée par les municipes chiapanèques de La Trinitaria, Amatenango de la Frontera, Chicomuselo, Bella Vista et l'État du Huehuetenango au Guatemala. C'est une municipalité qui, outre la commune principale de Frontera Comalapa, compte plusieurs localités notamment Ciudad Cuauhtémoc, Nuevo México et Paso Hondo ainsi que de nombreux ejidos qui se superposent, comme le centre-ville, à d'autres coupures administratives.

## Étymologie
Frontera (en espagnol « frontière ») se réfère à la limite que constitue la ville avec la République guatémaltèque. Le terme Comalapa provient du  nahuatl : Comalapan qui signifie « dans l'eau des comales » qui résulte des termes comalli (comal), atl (eau) et -pan (adverbe de lieu ou « dans »).

## Démographie
Les premiers habitants des terres qu'occupent aujourd'hui la commune étaient des indigènes mams. Après la révolution mexicaine, beaucoup de gens originaires du reste du pays sont restés dans la région, notamment des soldats venus des régions du centre.
La population de la ville de Frontera Comalapa est, en 2005, de 16 880 habitants. Outre ses habitants mexicains dont beaucoup sont originaires du reste du pays, la ville accueille aussi des personnes qui arrivent principalement d'Amérique centrale.

## Géographie
La commune occupe une superficie de 717,90 km². C'est une ville de l'État du Chiapas située sur la frontière avec l'État du Huehuetenango au Guatemala.
On passe d'un pays à l'autre par le poste frontière de Ciudad Cuauhtémoc à quelques kilomètres de la ville guatémaltèque de La Mesilla, elle aussi carrefour migratoire et commercial.

## Histoire
La ville a été fondée par un groupe de propriétaires terriens en 1921. Les latifundiums notamment consacrés à l'élevage ont été transformés en ejidos. Le commerce s'est développé avec le peuplement des municipes environnant, Frontera Comalapa se trouvant au carrefour d'au moins cinq municipes et au croisement entre les routes qui mènent à la montagne (Sierra Madre de Chiapas), à la côte (route de Tapachula passant par Motozintla et Huixtla) et à la région de Los Altos via Comitán. 
La création de la zone de tolérance en 1970 a rendu la prostitution tolérée par les institutions. Auparavant, celle-ci était interdite en dehors de la fête patronale durant laquelle on faisait venir des prostituées de la ville de Comitán. Depuis la fin des années 1990, la prostitution est une activité majeure à Frontera Comalapa et s'exerce clandestinement dans les « cantinas » où servent de nombreuses femmes migrantes dont certaines sont victimes de trafic d'êtres humains.

## Activités
Les activités traditionnelles, comme dans le reste de la zone frontalière du Chiapas, sont l'agriculture et l'élevage. La ville a été peuplée peu à peu au XXe siècle par des travailleurs agricoles venus du reste de l'État du Chiapas et du Mexique, notamment du nord du pays.
L'élevage a longtemps été l'activité principale notamment dans la première moitié du XXe siècle. Les grands propriétaires éleveurs gardent pour certains une grande influence dans la ville. Peu à peu cette activité est devenue mineure. Aujourd'hui, l'agriculture du maïs et des haricots rouges ainsi que du café garde une certaine importance. 
L'activité prépondérante, outre l'agriculture et l'élevage, est le commerce. En effet, Frontera Comalapa, en raison de sa situation frontalière est située sur de nombreuses routes commerciales et migratoires entre l'Amérique du Nord, le reste de l'Amérique latine et le reste du monde. Nombre de flux humains et commerciaux passent au Guatemala, véritable plaque tournante entre l'Amérique centrale, les Caraïbes et l'Amérique du Nord, afin de rejoindre le Chiapas puis le reste du Mexique ou les États-Unis. La porosité de la frontière avec le Guatemala donne aussi lieu à nombre de trafics et à la profusion d'activités criminelles comme le trafic de marchandises, de drogues ou de personnes. 
Frontera Comalapa est une ville qui peu à peu a prospéré et dont les habitants chaque fois plus ont l'intérêt d'être dépassés et ne pas se limiter à avoir une formation académique locale ou étatique ; au contraire, beaucoup de leurs habitants sont préparés généralement dans d'autres universités du pays et même à travers des échanges ou des visites d'étude/travail dans d'autres pays. Aussi, de nombreuses familles comptent au moins un de leurs membres travaillant aux États-Unis et complètent leurs revenus grâce aux remises ainsi générées. 
La culture du café emploie de nombreux travailleurs saisonniers centre-américains notamment guatémaltèques et est un élément capital de l'histoire de la ville.
La ville de Frontera Comalapa se situe non loin d'une base militaire qui se trouve sur la route de Comitán. 

## Politique
Tout comme dans le reste du pays, les habitants ont peu confiance dans les partis politiques. Le parti révolutionnaire institutionnel (qui actuellement est à la présidence municipale), le parti de la révolution démocratique et le parti action nationale s'appuient sur un enchevêtrement d'influences, de syndicats, de réseaux d'intérêts et de corruption [réf. nécessaire] Les organisations paysannes sont très fortes notamment parmi les travailleurs des ejidos. 
L'Église catholique de par l'activité de ses fidèles a aussi une certaine influence dans la vie politique et associative de la ville [réf. nécessaire]
Le Chiapas étant l'un des États les plus militarisés du Mexique, l'armée est aussi souvent présente dans la ville notamment lorsque les soldats sont en permission car une base a été construite sur le territoire du municipe[réf. nécessaire].

## Migration
L'émigration est un phénomène massif à Frontera Comalapa. De nombreux habitants de la ville sont partis chercher des salaires plus hauts dans les maquiladoras du nord du Mexique ou aux États-Unis. La ville compte plus d'une dizaine de compagnies de transport routier offrant des voyages à Agua Prieta, Altar Sonora, Tijuana, Ciudad Juárez ou Cancún villes connues pour les emplois précaires qu'elles offrent aux migrants internes. 
L'immigration est un phénomène très ancien en raison de l'établissement récent de la frontière avec le Guatemala à la fin du XIXe siècle, notamment dans le domaine de l'agriculture, chez les travailleurs agricoles comme chez les propriétaires terriens. L'immigration ne commence à être contrôlée qu'avec la guerre civile au Guatemala et l'arrivée des réfugiés fuyant les massacres dans ce pays en 1981. Ces réfugiés ayant aujourd'hui été naturalisés ou étant retournés au Guatemala l'immigration suit un mouvement très fort, de nombreux centre-américains cherchant une vie meilleure et fuyant les conditions de travail, le manque de structures basiques et la situation économique catastrophiques dans leur région.
Les chiffres de cette immigration sont difficiles à établir en raison de son caractère informel mais les Guatémaltèques seraient les plus nombreux suivis par les Honduriens et les Salvadoriens puis les autres pays d'Amérique Centrale. Cette forte immigration dans les vingt dernières années est une exception par rapport aux autres parties du Mexique (le chiffre total de l'immigration au Mexique n'a jamais dépassé les 1 % au XXe siècle tandis que la ville de Frontera Comalapa compterait entre 15 % et 20 % d'étrangers). Elle est aussi permise par la légèreté des contrôles migratoires entre la frontière et la ville, qui contraste avec leur dureté sur toutes les routes qui en partent vers le nord. 
La population immigrante, souvent en situation irrégulière, souffre de discrimination de la part d'une partie de la population et ne dispose pas des mêmes droits que la population mexicaine, même si la loi et la constitution prévoient une certaine égalité. Cette population a en effet de nombreux problèmes pour accéder à l'enregistrement de ses enfants à l'état civil, accéder à l'éducation, à la sécurité sociale, à la santé alors même que ces structures sont déficientes dans le service qu'elles offrent aux Mexicains. Le manque d'information, l'isolement et malheureusement la discrimination en sont souvent la cause. 
En ce qui concerne la transmigration, ou migration de transit, la ville connaît de très forts flux de personnes cherchant à gagner les États-Unis. L'arrivée de nombreux migrants démunis souvent victimes de la xénophobie et/ou du crime organisé ainsi qu'une tradition d'assistance aux réfugiés centre-américains dans le diocèse de San Cristóbal de las Casas a poussé les églises à organiser des activités caritatives envers eux. Sur le modèles des casas del migrante construites dans le nord du pays et de l'auberge Belén de Tapachula, la paroisse catholique a entrepris la construction d'une auberge afin de permettre aux migrants en difficulté de se nourrir et de se loger gratuitement. Le DIF (Desarollo Integral para la Familia, "développement intégral pour la famille") a lui aussi construit une "casa del migrante" à deux pas des bureaux de l'INM (Institut National de la Migration, organe de contrôle des migrations dépendant de l'exécutif fédéral) de Ciudad Cuauhtemoc afin d'offrir un logement et des services d'orientations aux migrants. Si sa construction est terminée elle n'était pas encore ouverte en avril 2009.

## Religion
La religion principale est le christianisme. L'église qui compte le plus de fidèles est l'Église catholique mais le nombre de membres des églises protestantes, évangéliques et des Témoins de Jéhovah ainsi que des Mormons est en forte augmentation. Selon le recensement de 1980, plus de 30 % de la population se déclarait « sans religion », une tendance qui reflète celle des autres municipes frontaliers de l'État du Chiapas comme Cacahoatán, Huehuetan ou Unión Juárez. Le Chiapas est par ailleurs l'État du Mexique qui compte le moins de catholiques, la tendance à la conversion aux autres églises notamment évangéliques est aussi une tendance claire dans le pays voisin du Guatemala et présente parmi les immigrants arrivant de tous les pays d'Amérique centrale. 
Il n'est pas rare de rencontrer au marché ou sur le zócalo de nombreux prédicateurs des différentes églises.